# Nyamugari (vattendrag i Burundi, Karuzi)
Nyamugari är ett vattendrag i Burundi.   Det ligger i provinsen Karuzi, i den centrala delen av landet, 100 km öster om huvudstaden Bujumbura.
I omgivningarna runt Nyamugari växer huvudsakligen savannskog. Runt Nyamugari är det ganska tätbefolkat, med 111 invånare per kvadratkilometer.